# Нюхейм, Густав
Густав Кьёльстад Нюхейм (норв. Gustav Kjølstad Nyheim; род. 13 февраля 2006) — норвежский футболист, нападающий клуба «Молде».

## Клубная карьера
Нюхейм — воспитанник клуба «Молде». 28 июня 2023 года в поединке Кубка Норвегии против «Стрёмгодсета» Густав дебютировал за основной состав. 16 сентября в матче против «Одда» он дебютировал в Типпелиге.